# Liste der Pfarren im Dekanat Ostermiething
Das Dekanat Ostermiething ist ein Dekanat der römisch-katholischen Diözese Linz.

## Pfarren mit Kirchengebäuden und Kapellen
| Pfarre        | Seelsorgeraum | Patrozinium            | Kirchengebäude und Kapellen | Bild                        |
| ------------- | ------------- | ---------------------- | --- | --------------------------- |
| Eggelsberg    | Ostermiething | Mariä Himmelfahrt      | Pfarrkirche Eggelsberg Kapelle in Herating, Kapelle in Gundertshausen, Kapelle in Ibm | Pfarrkirche Eggelsberg      |
| Franking      | Ostermiething | Hl. Maria Magdalena    | Pfarrkirche Franking Kapelle in Dorfibm, 2 Kapellen in Holzöster, Kapelle in Oberfranking, Kapelle in Eggenham, 2 Kapellen in Buch, Kapelle in Witzling, Kapelle in Holzleithen, Kapelle in Edt, Kapelle der Jägerschaft in der Nähe von Franking | Pfarrkirche Franking        |
| Geretsberg    | Ostermiething | Hll. Petrus und Paulus | Pfarrkirche Geretsberg | Pfarrkirche Geretsberg      |
| Haigermoos    | Ostermiething | Hll. Petrus und Paulus | Pfarrkirche Haigermoos Unterkirche | Pfarrkirche Haigermoos      |
| Hochburg      | Ostermiething | Mariä Himmelfahrt      | Pfarrkirche Hochburg Hinterlohnerkapelle | Pfarrkirche Hochburg        |
| Maria Ach     | Ostermiething | Mariä Heimsuchung      | Pfarrkirche Maria Ach | Pfarrkirche Ach             |
| Moosdorf      | Ostermiething | Hl. Stephanus          | Pfarrkirche Moosdorf Kapelle in Hackenbuch | Pfarrkirche Moosdorf        |
| Ostermiething | Ostermiething | Mariä Himmelfahrt      | Pfarrkirche Ostermiething Kapelle in Ernsting | Pfarrkirche Ostermiething   |
| Riedersbach   | Ostermiething | Hl. Familie            | Pfarrkirche Riedersbach | Pfarrkirche Riesersbach     |
| St. Pantaleon | Ostermiething | Hl. Pantaleon          | Pfarrkirche St. Pantaleon Schlosskapelle Wildshut | Pfarrkirche Sankt Pantaleon |
| St. Radegund  | Ostermiething | Hl. Radegundis         | Pfarrkirche St. Radegund Plaiknersche Hauskapelle | Pfarrkirche Sankt Radegund  |
| Tarsdorf      | Ostermiething | Hl. Michael            | Pfarrkirche Tarsdorf | Pfarrkirche Tarsdorf        |

## Dekanat Ostermiething
Das Dekanat umfasst zwölf Pfarren.
Dechanten
- bis 2016 Johann Schausberger
- seit 2016 Mag. Markus Klepsa